# Stiria dyari
Stiria dyari là một loài bướm đêm trong họ Noctuidae.